# 伴走者 (小説)
『伴走者』（ばんそうしゃ）は、浅生鴨による日本の小説作品。装丁は城所潤。
障害者スポーツであるブラインドマラソンとブラインドアルペンスキーにかける競技者の情熱とそれに手を貸すサポート選手の葛藤を描く。
小説では2020年に東京オリンピックが行われている設定だが、実際には新型コロナウイルス流行の影響により2021年に延期されている。

## あらすじ
夏・マラソン編
速いランナーではあるが世界陸上や五輪などの大舞台で日の丸を背負うことなく、キャリアを積み重ねてきたマラソンランナーの淡島。そんな彼の元に、元サッカー選手で、ブラインドマラソンの選手である内田から、伴走者としての協力を求められる。
自己中心的で不遜な態度を取る内田に淡島は反発するが、自身に対してもプレッシャーをかけ続けるストイックな内田の姿勢に、徐々に影響を受けてゆく。
冬・スキー編
製乳会社の優秀な営業マンである立川に、社命でパラスポーツに関わる事を命じられる。嫌々ながら、スキー場を訪れた立川であったが、そこで、目が見えないハンデなどまるで感じさせない天才スキーヤー・晴と出会い、その滑りに魅了される。

## 登場人物

### 夏・マラソン編
淡島 祐一（あわしま ゆういち）
かつては実業団の選手だったが、今は一般企業に勤めるシステムエンジニア。今も大会に出場し、冷静なレース運びが身上の選手。彼の有する豊富な知識、経験を欲して、ブラインドマラソンのランナーである内田が接触してくる。
内田 健二（うちだ けんじ）
ブラインドマラソンの選手。元サッカー選手。全く無名の存在ながら単身ヨーロッパに渡り、厳しい環境の中努力を重ねて頭角を現した。交通事故に遭い過酷なリハビリに耐え肢体の自由は取り戻したが、視力だけは回復しなかった。

### 冬・スキー編
立川 涼介（たちかわ りょうすけ）
学生時代はランキング1位の実力者だったが、世界選手権やオリンピック出場も夢ではない地位を捨て引退する。卒業後は一般職として製乳会社・北斗乳業に入社し、トップセールスの営業マンとして生きてきた。しかし社命として、パラスポーツとして関わることになり、辞めていたスキー競技の世界にガイドスキーヤーとして舞い戻る事となる。
鈴木 晴（すずき はる）
ブラインドアルペンスキーの選手。全盲。視覚支援学校の2年生。サボり癖があり練習をすっぽかすなど立川を困らせる。ただしスキーの腕前は一流選手だった立川や長谷川の目から見ても天才的。
長谷川 洋一（はせがわ よういち）
立川が勤務する北斗乳業・アルペンスキー部の監督。かつての立川のライバルで、立川が引退した後も長く現役を続けた名選手。
小林 真由子（こばやし まゆこ）
地元の新聞社でスポーツ面を担当する記者。立川の元・妻。

## 用語

### 二人を繋ぐ道具
ガイドロープ（夏・マラソン編）
選手によってロープ、紐、あるいは”きずな”と呼ばれる事もある。長さには規定があり、輪っか状に結ばれている場合が多い。内田は”きずな”と呼ぶ事を避けている。ガイドロープの張り具合などから、選手はいろいろなことを感じ取る。
スピーカー（冬・スキー編）
競技の違いにより、マラソンのようにガイドロープは使われない。選手とガイドは無線を通じた指示や、全身に受ける風や音を感じながらコミュニケーションを図っている。

## 漫画
『コミックDAYS』（講談社）において2020年2月から3月にかけて連載され、同年に単行本化された。漫画は斉藤羽凧が担当。
- 浅生鴨（原作）・斉藤羽凧（漫画）『伴走者』講談社〈モーニングKC〉、2020年6月10日発売[1][2]、ISBN 978-4-06-519252-8

## ドラマ
夏・マラソン編を原作とする『伴走者』は2020年3月15日（日）19：00 - 20：54（全1話） にBS-TBS開局20周年記念ドラマとして企画・製作された。第36回ATP賞 ドラマ部門 奨励賞を受賞している。

### キャスト
- 淡島 祐一：吉沢悠
- 内田 健二：市原隼人